# Flik 68J
La Flik 68J (nome ufficiale Jagdfliegerkompanie 68) era una delle unità aeree dell'Impero austro-ungarico durante la prima guerra mondiale. Fu una formazione di piloti da caccia dopo la specializzazione del 1917 della k.u.k. Luftfahrtruppen e fu schierata sul fronte italiano.

## Storia

### Prima guerra mondiale
La squadriglia fu creata a Strasshof an der Nordbahn in Austria e, dopo essersi formata il 27 dicembre 1917, fu assegnata all'Aeroporto di Aviano.
Nell'aprile del 1918 Andreas Dombrowski fu inviato sul fronte italiano, nella Flik 68J da caccia creata dal vecchio amico di Dombrowski, il tenente Karl Patzelt. Il 4 maggio Dombrowski e Patzelt durante un pattugliamento sui caccia Albatros D.III incontrarono un caccia britannico più grande a Vidor. Nello scontro a fuoco, Dombrowski colpì un Sopwith Camel, ma fu anche gravemente ferito da Gordon Apps e fu costretto all'atterraggio a Pieve di Soligo. Nella battaglia, lo stesso Patzelt ed un altro pilota morirono.
Nell'estate del 1918, si unì alla 6ª Armata nell'offensiva della Battaglia del solstizio da Colle Umberto. Dopo l'operazione infruttuosa, fu riportata all'Aeroporto di Udine-Campoformido e poi a Godega di Sant'Urbano dove al 15 ottobre era senza piloti.
Dopo la guerra, l'intera aviazione austriaca fu liquidata.